# Adolf Theuer
Adolf Theuer, né le 20 septembre 1920 à Bolatice et mort le 23 avril 1947 à Opava, est un SS-Unterscharführer au camp de concentration d'Auschwitz. Criminel de guerre, il est exécuté après la guerre lors d'un procès en Tchécoslovaquie.

## Carrière
Maçon de métier, Theuer commence sa carrière dans la SS à Auschwitz en 1940, avec le rang de SS-Rottenführer. Le 1er août 1941, il est promu SS-Unterscharführer. Il sert comme Sanitätsdienstgefreiter, infirmier dans le corps médical concentrationnaire. Il est également membre du Desinfektionskommando (équipe de désinfection), unité de médecins de la SS impliqués dans le gazage de masse des prisonniers. L'une de ses responsabilités consistaient à insérer le Zyklon B dans la chambre à gaz, une tâche également effectuée par le SS-Unterscharführer Hans Koch, ou le SS-Oberscharführer Josef Klehr. Au cours du procès de Francfort, Klehr, responsable du Desinfektionskommando, déclare que Theuer insérait la capsule de gaz seulement lorsqu'un médecin SS lui ordonnait. Le SS-Unterscharführer Oswald Kaduk évoqua sa réaction lors d'une opération de gazage :

« Je n'ai jamais vu un SS pleurer lors d'une exécution par chambre à gaz. Le docteur Mengele déclara à Theuer : “Vous devez le faire”. Hésitant sans dire un mot, le docteur lui somma à nouveau : “Vous devez le faire”. Il s’exécute, larmes aux yeux. Il l'insère et ferme immédiatement la trappe. J'étais là... »

— Oswald Kaduk, Auschwitz, Stimmen
Theuer demeure dans le camp jusqu'à son évacuation en janvier 1945, avant d'opérer dans le camp de concentration d'Ohrdruf (en), sous-camp de Buchenwald.

## Après-guerre
Bien que n'ayant torturé aucun prisonnier, il jouissait d'une sinistre réputation. Après la guerre, il est jugé avec la surveillante SS Sophie Hanel à Prague ; tous deux sont condamnés à mort. Theuer est pendu à Opava en Tchécoslovaquie le 23 avril 1947.